# راضی شنیشل
راضی شنیشل (عربی: راضی شنیشل سوادی؛ زادهٔ ۱۱ اوت ۱۹۶۶) یک بازیکن فوتبال و مربی اهل عراق است.
از باشگاه‌هایی که در آن بازی کرده‌است می‌توان به باشگاه ورزشی السد و باشگاه ورزشی القطر اشاره کرد.
وی همچنین در تیم ملی فوتبال عراق بازی کرده‌است.
او همچنین از سال ۲۰۱۴ تا ۲۰۱۷ سرمربی گری تیم ملی عراق را بر عهده داشت که در تاریخ ۱۱ آوریل ۲۰۱۷ به دلیل کسب نتایج ضعیف در انتخابی جام جهانی روسیه از سمت خود برکنار شد.